# Condado de Cumberland (Nueva Escocia)
El Condado de Cumberland (en inglés: Cumberland County) está ubicado en la provincia canadiense de Nueva Escocia. En el 2011 tenía una población de 31.353 habitantes.

## Historia
El nombre de Cumberland fue aplicado por el teniente coronel Robert Monckton a la captura de Fort Beauséjour EL 18 de junio de 1755 en honor del tercer hijo del rey Jorge II, Guillermo Augusto.
El Condado de Cumberland fue fundada el 17 de agosto de 1759. Cuando el Municipio de Parrsboro se dividió en 1840, una parte fue anexada al Condado de Cumberland y la otra parte anexada a Colchester.
La línea divisoria entre los condados de Cumberland y Colchester se estableció en 1840.

## Geografía
El condado tiene un área total de 4,271.23 km ² (1,649.1 millas cuadradas).